# Kesatuan
Kesatuan is een bestuurslaag in het regentschap Serdang Bedagai van de provincie Noord-Sumatra, Indonesië. Kesatuan telt 2113 inwoners (volkstelling 2010).